# Anadascalia
Anadascalia är ett släkte av insekter. Anadascalia ingår i familjen Flatidae.
Kladogram enligt Catalogue of Life:
| Anadascalia | \| \| Anadascalia meridionalis \| \| \| \| \| \| Anadascalia ornata \| \| \| \| |
|             | \| \| Anadascalia meridionalis \| \| \| \| \| \| Anadascalia ornata \| \| \| \| |
|             | Anadascalia meridionalis                                                        |
|             |                                                                                 |
|             | Anadascalia ornata                                                              |
|             |                                                                                 |